# Péter Lékó
Péter Lékó (Subotica, (Joegoslavië), 8 september 1979) is een Hongaars schaker. Hij was een wonderkind en werd in 1993 grootmeester, op dat moment de jongste aller tijden. Lékó staat erom bekend dat hij veel remise speelt. Hij speelt solide en verliest zelden.

## Belangrijkste toernooiresultaten
- In 1992 werd Lékó Europees kampioen tot 14 jaar en eindigde gedeeld eerste bij het wereldkampioenschap tot 14 jaar.
- In datzelfde jaar debuteerde hij als 12-jarige in het Hongaars kampioenschap.
- In 1994 werd Lékó wereldkampioen tot 16 jaar.
- In 1997 won hij het Capablanca Memorial en een toernooi in Yopal.
- In 1999 won Lékó het sterk bezette toernooi van Dortmund.
- In 2003 won hij samen met Vladimir Kramnik het toernooi van Linares.
- In 2004 eindigde Lékó gedeeld 2e in het Corus-toernooi in Wijk aan Zee.
- In 2005 won hij het Corus-toernooi met 8½ uit 13.
- In 2006 was hij gedeeld winnaar in het Tal Memorial in Moskou.

## Strijd om het wereldkampioenschap
Lékó heeft altijd de ambitie gehad wereldkampioen te worden. Hij deed mee aan de FIDE-knock-outtoernooien in Groningen (1997), Las Vegas (1999) en Moskou (2001), maar werd telkens in een vroeg stadium uitgeschakeld. Zijn kans kwam in 2002 toen het toernooi van Dortmund werd ingericht als kandidatentoernooi om een uitdager voor Kramnik te selecteren. Lékó eindigde als tweede in zijn groep, maar versloeg in de halve finale Aleksej Sjirov en in de finale Veselin Topalov.
De resulterende match met Kramnik, het wereldkampioenschap 2004, vond plaats van 25 september tot 18 oktober in het Zwitserse plaatsje Brissago, bij Locarno. Tot de laatste ronde had Lékó een punt voorsprong, maar verloor toen, waardoor de match eindigde in een gelijke stand (7–7) en Kramnik zijn titel behield.
Van 27 september tot 16 oktober werd in San Luis (Argentinië) het wereldkampioenschap schaken 2005 verspeeld, dat door Veselin Topalov gewonnen werd met 10 uit 14. Lékó eindigde met 6½ punt op de vijfde plaats.
Bij de kandidatenmatches in Elista versloeg Lékó Mikhail Gurevich en Jevgeni Barejev en plaatste zich daarmee voor het wereldkampioenschap 2007. In dit door Viswanathan Anand gewonnen toernooi eindigde Lékó op de vierde plaats.

## Externe links

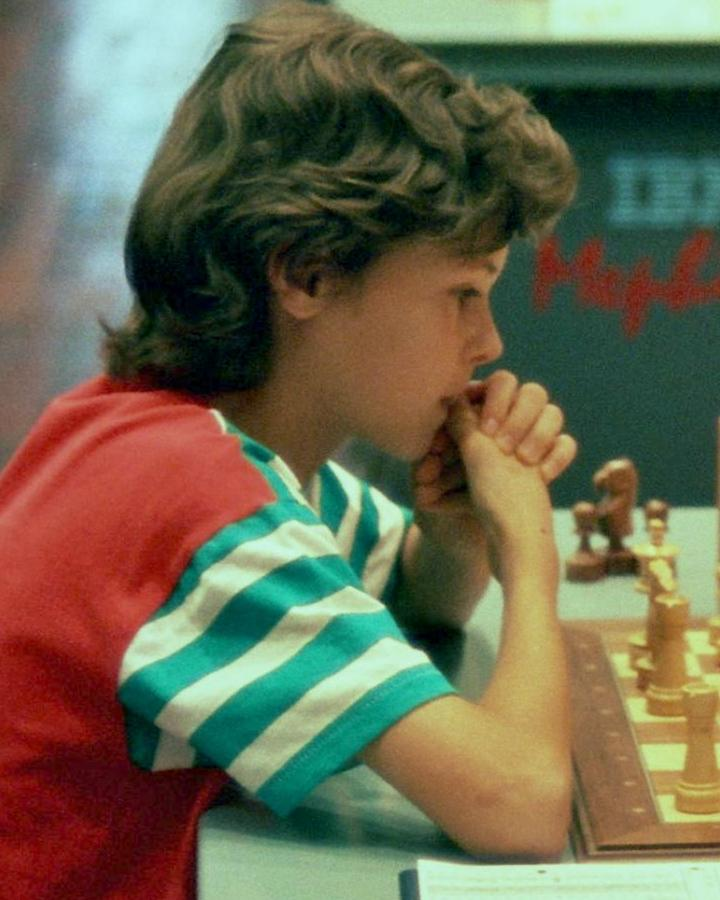
Péter Lékó
Duisburg 1992